# 栄町駅 (北海道岩見沢市)
栄町駅（さかえまちえき）は、北海道岩見沢市東町にかつて設置されていた、北海道旅客鉄道（JR北海道）幌内線の駅である。幌内線の廃止に伴い、1987年（昭和62年）7月13日に廃駅となった。

## 歴史
農地に向かない粘土質の土地である事から宅地化が進み、栄町団地や新東町団地の最寄駅として開業した。

### 年表
- 1980年（昭和55年）10月1日：日本国有鉄道（国鉄）幌内線の栄町仮乗降場（局設定）として開業[1]。
- 1987年（昭和62年）
  - 4月1日：国鉄分割民営化により、JR北海道へ継承[1]。同時に駅に昇格し、栄町駅に改称[1]。
  - 7月13日：幌内線の全線廃止に伴い、廃駅となる[1]。

## 駅構造
廃止時点で、単式ホーム1面1線を有する無人駅であった。元々は仮乗降場であったにもかかわらずホームは3両分あり、アスファルト舗装されていた。また、簡易な待合スペースがあった。
なお駅の正確な所在地は駅名になっている栄町ではなく、栄町との境界線に極めて近い東町である。栄町の区域までは、距離にして駅から南東50 mほど。

## 駅跡地周辺

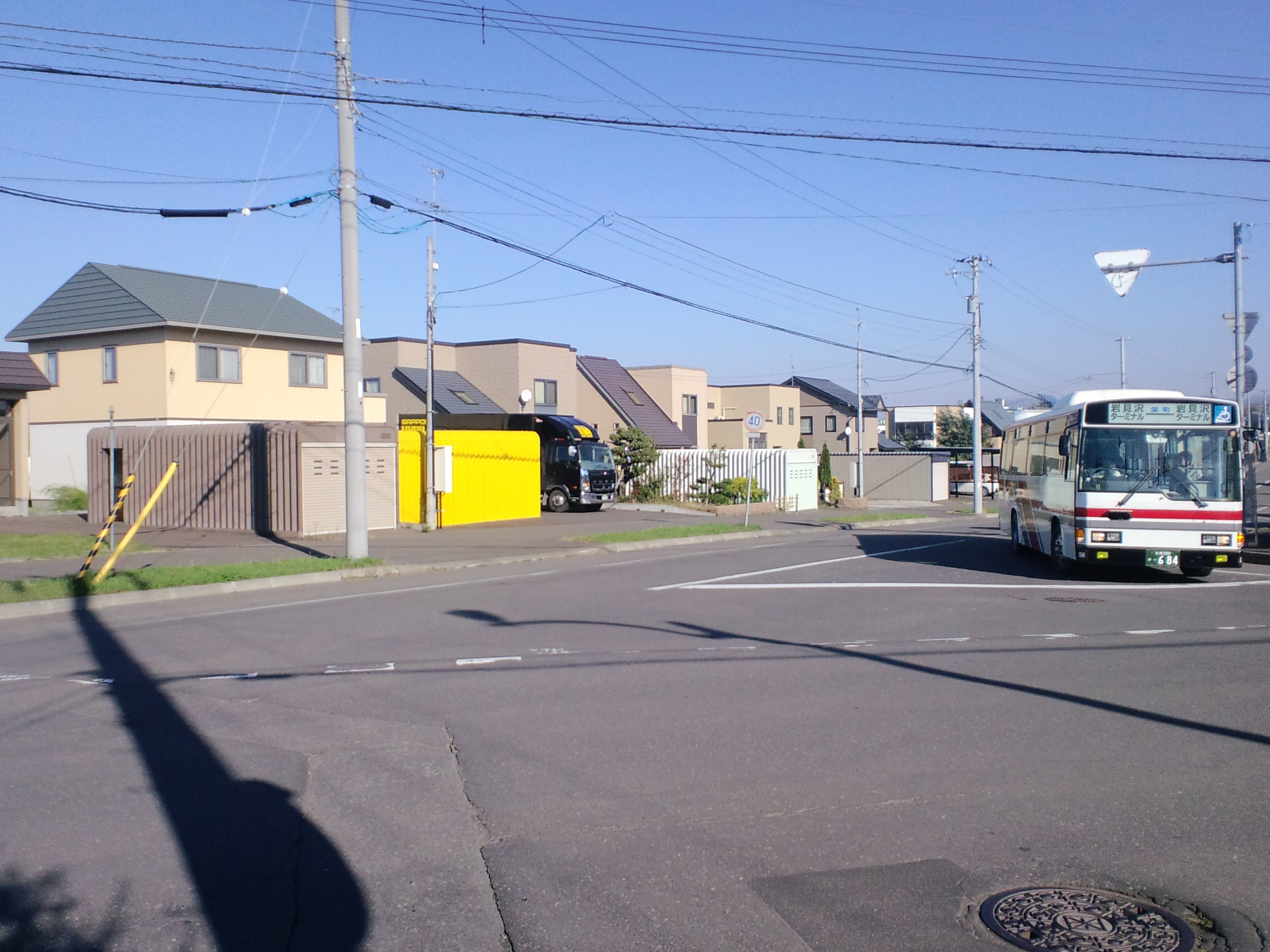
ライブタウン東町と廃止代替バス（駅跡から約600 m地点）

廃止以前から、周辺は公営住宅などが建ち並ぶ住宅地である。
幌内線廃止後は駅・線路の跡地に沿って、帯状の新興住宅地「ライブタウン東町」が造成された。また、栄町駅と幌内線に関する記念碑も設置された。
- 岩見沢栄町郵便局
- 北海道中央バス「栄町」停留所
- 岩見沢警察署東駐在所

## 隣の駅
北海道旅客鉄道（JR北海道）
幌内線
岩見沢駅 - 栄町駅 - 萱野駅